# Orca (Schiff)
Die Orca war ein 1918 in Dienst gestelltes Dampfschiff der britischen Reederei Pacific Steam Navigation Company, das als Passagierschiff geplant war, aber aufgrund des Ausbruchs des Ersten Weltkriegs von seiner Reederei nicht als solches genutzt werden konnte. 1927 wurde sie an die White Star Line verkauft und war bis zum Ende ihrer Dienstzeit unter dem Namen Calgaric im Dienst.

## Das Schiff
Der aus Stahl gebaute Dampfer Orca wurde auf der Werft Harland & Wolff im nordirischen Belfast gebaut. Die Vermessung des Schiffs belief sich auf 16.063 BRT, 12.703 Tonnen unter Deck und 9.014 NRT. Das 167,7 Meter lange und 20,5 Meter breite Schiff hatte einen maximalen Tiefgang von 13,1 Metern. Über zwei komplett aus Stahl gebauten Decks spannten sich zwei mit Stahl und Holz belegte Decks. Das Schutzdeck war mit Teakholz beplankt.
Die Orca war mit zehn wasserdichten Schotten, einem doppelten Boden, elektrischem Licht, sowie Apparaten zum Aufspüren von U-Booten (U-Jagd) und zur drahtlosen Telekommunikation ausgestattet. Sie wurde mit zwei vierzylindrigen Dreifachexpansions-Dampfmaschinen und einer Niederdruckturbine von Harland & Wolff angetrieben, die auf drei Schiffsschrauben wirkten. Die sechs Doppelender-Dampfkessel hatten insgesamt 26 Feuerungen. Das Rufzeichen der Orca war JTLW. Sie war das zuletzt fertiggestellte von drei Schwesterschiffen. Die anderen waren die Orduna (14.499 BRT, 1914) und die Orbita (15.495 BRT, 1914), die beide noch vor Kriegsausbruch in Dienst gestellt werden konnten.

## Geschichte

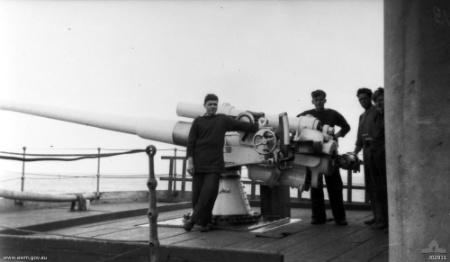
Soldaten an einer Kanone an Bord der Orca (1919)

Da die Fertigstellung der Orca, die am 15. Januar 1918 vom Stapel lief, in den Zeitraum des Ersten Weltkriegs fiel, wurde sie von der Pacific Steam Navigation nicht mehr als Passagierschiff eingesetzt, sondern diente während dieser Jahre als Frachtschiff und Truppentransporter. Mit 15.753 Tonnen Fracht stellte die Orca einen neuen Rekord für das Schiff auf, das die meiste Ladung durch den Panamakanal transportierte. 1921 wurde die Orca wieder ihrer Bauwerft übergeben, um sie letztendlich zu einem Passagierschiff umzurüsten. Die Umbauten wurden im Dezember 1922 abgeschlossen.
1923 wurde die Orca zusammen mit ihren Schwesterschiffen Orduna und Orbita von der Royal Mail Line gekauft, die alle drei Schiffe schon zuvor gechartert hatte. Am 3. Januar 1923 legte die Orca zu ihrer ersten Fahrt im Passagierverkehr von Southampton über Hamburg nach New York ab. Sie blieb bis Dezember 1926 auf dieser Strecke. 1927 übernahm die Royal Mail-Gruppe, der die Royal Mail Line angehörte, die White Star Line. Die Orca wurde White Star übergeben und in Calgaric umbenannt. Der Neuzugang in der White Star-Flotte konnte 290 Passagiere der Ersten Klasse, 550 in der Touristenklasse und 330 in der Dritten Klasse befördern. Am 4. Mai 1927 legte das Schiff zum ersten Mal unter der Flagge der White Star Line ab. Sie wurde auf der Route von Liverpool nach Montreal eingesetzt, bis sie ab 1929 von London nach Montreal fuhr.
Nachdem das Schiff intensiv für Kreuzfahrten genutzt wurde, wurde es im September 1930 in Milford Haven zunächst aufgelegt und danach nur noch unregelmäßig verwendet. Am 9. Juni 1933 war sie zurück auf der Route Liverpool–Montreal, aber schon am 9. September 1933 wurde sie erneut in Milford Haven aufgelegt. 1934 wurde die Calgaric der neuen Cunard-White Star Ltd. überstellt, aber schon 1935 abgewrackt, ohne je von Cunard-White Star in Anspruch genommen worden zu sein.